# 리웨이펑
리웨이펑(이위봉, 중국어 간체자: 李玮锋, 정체자: 李瑋鋒, 병음: Lǐ Wěifēng, 1978년 12월 1일 ~ )은 중국 창춘시 출신의 전직 축구 선수이다. 현역 시절 포지션은 수비수였다.

## 클럽 경력
1998년 중국 슈퍼리그의 선전 핑안에서 프로 생활을 시작하였고, 2002년 FIFA 월드컵에서 좋은 활약을 보인 뒤 잉글랜드 프리미어리그의 에버턴 FC에서 입단 테스트를 받았다. 2002년 중국의 핸드폰 메이커 회사인 커즈안이 2년 동안 팀의 스폰서를 맡는다는 계약의 일환으로 에버턴 FC에 임대 이적하였으나, 코칭스태프에 별다른 인상을 남기지 못하며 단 1경기 출전에 그쳤고, 시즌이 끝난 뒤 선전 젠리바오로 복귀하였다. 2006년이 시작되자, 그는 소속팀인 선전 젠리바오의 재정 문제로 인하여 팀을 떠나게 되었고, 많은 클럽이 그를 주시하였다. 이탈리아 세리에 A의 ACF 피오렌티나의 관심을 받았지만, 600만 위안에 상하이 선화로 이적하였다.
그는 2005년 5월 20일 선전 젠리바오 소속으로 참가한 수원 삼성 블루윙즈와의 AFC 챔피언스리그 조별 예선 마지막 경기에서 신펑의 결승골을 어시스트하여 팀의 1-0 승리에 공헌하였고, 팀은 1, 2차전 합계 결과 수원 삼성 블루윙즈와 승점에서 동률을 이룬 뒤 상대전적에서 1승 1무로 앞서, 팀의 8강 진출에 크게 기여하였다. 하지만 2006년 9월 20일 상화이 선화 소속으로 참가한 전북 현대 모터스와의 AFC 챔피언스리그 8강 2차전에서 제칼로의 복부를 발로 걷어차 레드카드를 받았고, 결국 팀은 1, 2차전 합계 결과 8강에서 탈락하게 되었다. 경기 후 그는 팀의 감독인 우진쿠이로부터 팀의 8강 탈락의 원인이라는 지적을 받게 되었으며, 아시아 축구 연맹으로부터 2경기 출장 정지와 벌금 3천 달러의 벌금을 부과받는 징계를 받았다.
2008년 소속팀에서 출전 기회를 잡지 못하자, 그는 리그 준우승 팀인 상하이 선화를 떠나 350만 위안에 예전 선전 핑안과 중국 국가대표팀의 감독이었던 주광후가 지휘봉을 잡고 있는 우한 광구로 이적하였다. 그러나 2008년 9월 28일 베이징 궈안과의 리그 경기에서 난투극에 휘말렸고, 중국 축구 협회로부터 6경기 출장 정지와 벌금 8천 위안의 벌금을 부과받는 중징계를 받았다. 이 징계로 1부리그 잔류에 매우 큰 타격을 입게 된 소속팀 우한 광구는 격렬히 항의하였지만 소용이 없자, 징계에 불복하여 심판을 폭행하고 잔여 경기를 거부하여 2008 시즌 전 경기가 몰수패 처리되고 2부리그로 강등되었다.
2부리그로의 강등이 결정되자, 우한 광구에 소속된 비연고 출신의 많은 연봉을 받는 선수는 이적 명단에 이름을 올리게 되었고, 리웨이펑도 이에 포함되었다. 하지만 높은 연봉과 많은 이적료, 6경기 출장 정지의 징계 때문에, 리그 내의 다른 수비수들보다 뛰어난 능력을 갖고 있다는 평가에도 불구하고 이적할 팀을 구하기 힘들게 되었다. 하지만 아시아 축구 연맹에서 '아시아쿼터제'를 도입하자, K-리그와 J리그의 여러 클럽들이 그의 영입을 원하였고, 2009년 1월 9일 2년 계약을 맺고 프로로 데뷔할 당시 선전 핑안의 감독이었던 차범근이 지휘봉을 잡고 있는 수원 삼성 블루윙즈로 이적하면서 K-리그에서 뛴 최초의 중국 선수가 되었다.
수원 삼성 블루윙즈으로 이적한 후에 가진 첫 경기인 시즌 전 스파르타 프라하와의 친선 경기에서 퇴장당하였으나, 2009년 3월 11일 가시마 앤틀러스와의 AFC 챔피언스리그 첫 경기에서 상대로 선제골을 터뜨리면서 팀의 4-1 승리에 공헌하였다. 이후 2009년 4월 7일 상하이 선화와의 AFC 챔피언스리그 세 번째 경기에서 팀의 두 번째 골을 터뜨렸으나, 상하이 선화와의 홈 경기에서 석연치 않은 판정으로 수원 삼성 블루윙즈 소속으로 공식 경기에서 첫 레드 카드를 받았다. 2009년 10월 18일 성남 일화 천마와의 리그 28라운드 경기에서 팀이 0-1로 뒤진 상황에서 동점골을 성공시켰으나, 결국 팀은 2-3으로 패하여 6강 플레이오프 경쟁에서 탈락하였다.
좋은 활약으로 2009년을 마무리한 이후 전북 현대 모터스로부터 높은 연봉의 러브콜을 받았으나 수원 삼성 블루윙즈와 차범근 감독에 대한 의리를 지키기 위해 거절하였다.
2010 시즌에서도 좋은 활약을 보이며 팀 수비의 중추적인 역할을 해왔으나 결국 자신을 데려온 차범근 감독이 시즌 도중 성적 부진으로 인해 해임되고 새롭게 부임한 윤성효 감독의 리빌딩에 의해 중국의 톈진 터다로 이적하였다. 이후 2015년 7월까지 톈진에서 뛴 후 현역에서 은퇴했다.

## 국가대표팀 경력
1998년 11월 22일 상하이에서 열린 대한민국과의 친선경기에서 중국 국가대표팀에 데뷔하였고, 1998년 12월 12일 방콕에서 열린 오만과의 1998년 아시안 게임 경기에서 A매치 첫 득점을 올렸다.
그는 2000년 AFC 아시안컵에서 조별 예선 첫 경기인 대한민국전을 제외한 전 경기에서 선발 출전하여, 팀이 4위를 차지하는 데 크게 기여하였고, 2002년 FIFA 월드컵에서 전 경기에 선발 출전하였으나, 팀은 16강 진출에 실패하였다. 이후 2004년 AFC 아시안컵에서 결승전인 일본전을 제외한 전 경기에서 선발 출전하여, 팀이 준우승을 차지하는 데 크게 기여하였고, 2007년 AFC 아시안컵에도 참가하였으나, 팀은 8강 진출에 실패하였다.
그는 2003년 아리 한이 국가대표팀 감독으로 취임한 뒤 팀의 주장을 맡았다. 하지만 14개월이라는 기간동안 6번의 퇴장을 당하여 2006년 국가대표팀 주장 자리를 반납하였고, 후임은 정즈가 맡게 되었다.
그는 2008년 2월 20일 충칭에서 열린 일본과의 2008년 동아시아컵 경기에서 판즈이, 하오하이동에 이어 3번째로 센추리 클럽에 가입한 중국 선수가 되었다.
이후 자국에서 열린 2008년 하계 올림픽에서 정즈, 한펑과 함께 와일드카드로 선발되어 전 경기에 선발 출전하였고, 특히 2008년 8월 13일 브라질과의 경기에서 결장한 정즈를 대신하여 팀의 주장을 맡기도 하였으나, 팀은 8강 진출에 실패하였다.

## 플레이 스타일
중국 국가대표팀에서 센추리클럽에 가입했을 정도로 풍부한 경험을 바탕으로 한 노련한 수비를 자랑한다.
하지만 쉽게 흥분을 하는 성격과 거친 말투로 인하여 종종 레드카드를 받기도 하였으나, K리그 진출 이후에는 그런 점이 많이 사라졌다.

## 그 외
그는 다혈질적인 성격과 거친 플레이로 인하여, 여러 불미스러운 사건을 만들어내기도 하였다. 2005년 7월 31일 대전광역시에서 열린 대한민국과의 2005년 동아시아컵 경기에서 전반 4분 유경렬의 얼굴을 손으로 밀쳐 넘어뜨렸으나 주심은 리웨이펑이 아닌 가오린에게 레드카드를 선언하였고, 리웨이펑은 후반 40분 주심에게 과도한 언행을 하다 퇴장당하여 잔여 경기인 일본전과 조선민주주의인민공화국전에 출전할 수 없게 되었다. 2008년 2월 20일 충칭에서 열린 일본과의 2008년 동아시아컵 경기에서 스즈키 게이타와의 몸싸움 도중 그의 멱살을 잡아 양 팀 선수들이 난투극 직전까지 가는 상황이 발생하였으며, 경기 후 일본 축구 협회가 중국 축구 협회에 항의 서한을 전달하기도 하였다.
2005년 9월 22일 중국의 한 언론과의 인터뷰에서 자신이 한류드라마 대장금의 팬임을 밝히고, 최근 자신의 어려운 상황을 '대장금 정신'으로 이겨내겠다는 의지를 나타내기도 하였다.
2008년 8월 13일 브라질과의 2008년 하계 올림픽 조별 예선 마지막 경기에서 팀이 0-3으로 패하자, 중국의 축구 실력을 브라질의 탁구 실력에 빗대어 자신들의 실력이 부족하다고 발언하였고, 이에 중국 출신의 브라질 탁구 국가대표팀의 코치인 웨이지엔런은 브라질 탁구 실력이 뒤떨어지지 않는다며 반박하였다.

## 경력 통계

### 클럽 기록
마지막 업데이트: 2010년 1월 1일
| 클럽           | 클럽               | 클럽             | 리그 | 리그 | 컵            | 컵            | 리그컵       | 리그컵       | 대륙   | 대륙   | 총계 | 총계 |
| 시즌           | 클럽               | 리그             | 출장 | 득점 | 출장          | 득점          | 출장         | 득점         | 출장   | 득점   | 출장 | 득점 |
| 중화인민공화국 | 중화인민공화국     | 중화인민공화국   | 리그 | 리그 | 중국 FA컵     | 중국 FA컵     | 리그컵       | 리그컵       | 아시아 | 아시아 | 합계 | 합계 |
| -------------- | ------------------ | ---------------- | ---- | ---- | ------------- | ------------- | ------------ | ------------ | ------ | ------ | ---- | ---- |
| 1998           | 선전 핑안          | 중국 지아-A 리그 | 11   | 2    |               |               | -            | -            | -      | -      |      |      |
| 1999           | 선전 핑안          | 중국 지아-A 리그 | 23   | 1    |               |               | -            | -            | -      | -      |      |      |
| 2000           | 선전 핑안          | 중국 지아-A 리그 | 24   | 0    |               |               | -            | -            | -      | -      |      |      |
| 2001           | 선전 핑안          | 중국 지아-A 리그 | 24   | 1    |               |               | -            | -            | -      | -      |      |      |
| 2002           | 선전 핑안          | 중국 지아-A 리그 | 10   | 0    | 0             | 0             | -            | -            | -      | -      | 10   | 0    |
| 잉글랜드       | 잉글랜드           | 잉글랜드         | 리그 | 리그 | FA컵          | FA컵          | 풋볼 리그 컵 | 풋볼 리그 컵 | 유럽   | 유럽   | 합계 | 합계 |
| 2002-03        | 에버턴 FC          | 프리미어리그     | 1    | 0    | 0             | 0             | 1            | 0            | -      | -      | 2    | 0    |
| 중화인민공화국 | 중화인민공화국     | 중화인민공화국   | 리그 | 리그 | 중국 FA컵     | 중국 FA컵     | 리그컵       | 리그컵       | 아시아 | 아시아 | 합계 | 합계 |
| 2003           | 선전 졘리바오      | 중국 지아-A 리그 | 24   | 3    | 3             | 0             | -            | -            | -      | -      | 27   | 3    |
| 2004           | 선전 졘리바오      | 중국 슈퍼리그    | 13   | 1    | 3             | 0             | 1            | 0            | -      | -      | 17   | 1    |
| 2005           | 선전 졘리바오      | 중국 슈퍼리그    | 22   | 0    | 2             | 0             | 6            | 0            | 5      | 0      | 33   | 0    |
| 2006           | 상하이 선화        | 중국 슈퍼리그    | 27   | 4    | 2             | 1             | -            | -            | 3      | 0      | 32   | 5    |
| 2007           | 상하이 선화        | 중국 슈퍼리그    | 22   | 4    | -             | -             | -            | -            | 2      | 0      | 24   | 4    |
| 2008           | 상하이 선화        | 중국 슈퍼리그    | 0    | 0    | -             | -             | -            | -            | -      | -      | 0    | 0    |
| 2008           | 우한 광구          | 중국 슈퍼리그    | 2    | 0    | -             | -             | -            | -            | -      | -      | 2    | 0    |
| 대한민국       | 대한민국           | 대한민국         | 리그 | 리그 | 대한민국 FA컵 | 대한민국 FA컵 | 리그컵       | 리그컵       | 아시아 | 아시아 | 합계 | 합계 |
| 2009           | 수원 삼성 블루윙즈 | K-리그           | 24   | 1    | 5             | 1             | 2            | 0            | 5      | 2      | 36   | 4    |
| 2010           | 수원 삼성 블루윙즈 | K-리그           |      |      |               |               |              |              |        |        |      |      |
| 합계           | 중화인민공화국     | 중화인민공화국   | 200  | 16   |               |               | 7            | 0            | 10     | 0      |      |      |
| 합계           | 잉글랜드           | 잉글랜드         | 1    | 0    | 0             | 0             | 1            | 0            | -      | -      | 2    | 0    |
| 합계           | 대한민국           | 대한민국         | 24   | 1    | 5             | 1             | 2            | 0            | 5      | 2      | 36   | 4    |
| 총 계          | 총 계              | 총 계            | 225  | 16   |               |               | 10           | 0            | 15     | 2      |      |      |

### 국가대표팀 득점 기록
마지막 업데이트: 2010년 1월 1일
득점과 결과 리스트는 중국 축구 국가대표팀의 득점을 먼저 기록하였다.
| #  | 일시             | 장소              | 상대 국가    | 득점 | 결과 | 경기 형식                    |
| -- | ---------------- | ----------------- | ------------ | ---- | ---- | ---------------------------- |
| 1  | 1998년 12월 12일 | 태국, 방콕        | 오만         | 5-0  | 6-1  | 1998년 아시안 게임           |
| 2  | 2000년 1월 26일  | 베트남, 호찌민 시 | 괌           | 4-0  | 19-0 | 2000년 AFC 아시안컵 예선     |
| 3  | 2000년 9월 3일   | 중국, 상하이시    | 이라크       | 1-0  | 4-1  | 친선경기                     |
| 4  | 2000년 9월 3일   | 중국, 상하이시    | 이라크       | 3-1  | 4-1  | 친선경기                     |
| 5  | 2001년 4월 22일  | 중국, 시안시      | 몰디브       | 10-1 | 10-1 | 2002년 FIFA 월드컵 지역 예선 |
| 6  | 2001년 5월 13일  | 중국, 쿤밍시      | 인도네시아   | 1-1  | 5-1  | 2002년 FIFA 월드컵 지역 예선 |
| 7  | 2001년 9월 7일   | 카타르, 도하      | 카타르       | 1-1  | 1-1  | 2002년 FIFA 월드컵 지역 예선 |
| 8  | 2001년 9월 15일  | 중국, 선양시      | 우즈베키스탄 | 1-0  | 2-0  | 2002년 FIFA 월드컵 지역 예선 |
| 9  | 2003년 2월 16일  | 중국, 우한시      | 에스토니아   | 1-0  | 1-0  | 친선경기                     |
| 10 | 2004년 11월 17일 | 중국, 광저우시    | 홍콩         | 7-0  | 7-0  | 2006년 FIFA 월드컵 지역 예선 |
| 11 | 2006년 2월 22일  | 중국, 광저우시    | 팔레스타인   | 2-0  | 2-0  | 2007년 AFC 아시안컵 예선     |
| 12 | 2007년 10월 21일 | 중국, 포산 시     | 미얀마       | 7-0  | 7-0  | 2010년 FIFA 월드컵 지역 예선 |
| 13 | 2008년 5월 25일  | 중국, 쿤산 시     | 요르단       | 2-0  | 2-0  | 친선경기                     |

## 수상 내역

### 클럽

#### 선전 졘리바오
- 중국 슈퍼리그 우승 1회 : 2004년
- 갑A리그 우승 1회 : 2002년

#### 상하이 선화
- 중국 슈퍼리그 준우승 1회 : 2006년
- A3 챔피언스컵 우승 1회 : 2007년

#### 수원 삼성 블루윙즈
- FA컵 우승 1회 (2009년)
- 팬퍼시픽 챔피언십 우승 1회 (2009년)

## 같이 보기
- A매치 100경기 이상 출전한 축구 선수 명단